# المدارس المجانية في إنجلترا

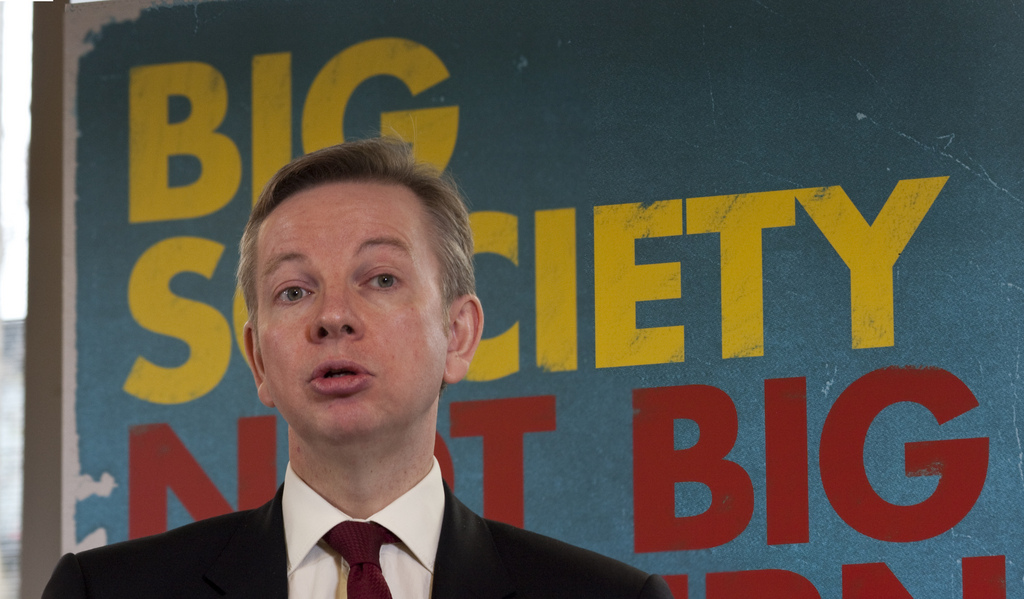
المحافظ السابق يدعم المدارس الحرة.

تعد المدارس المجانية في إنجلترا جزءاً من الأكاديمية التي أنشئت في عام 2010 تحت مبادرة سياسية  من الحكومة. ومنذ مايو 2015، تم توسيع استخدام المصطلح رسميًا ليشمل أكاديميات جديدة تم إنشاؤها عبر مبادرة السلطات المحلية. وتعرف المدارس المجانية بالمدارس الغير ربحية، ويتم تمويلها من الدولة، وهي مجانية للالتحاق بها ولكنها مستقلة في الغالب عن السلطة المحلية. لذلك لا يمكن إطلاق مصطلح المدرسة المجانية على كل مدرسة بدون رسوم.
وتعتبر مدارس الاستوديو والكليات التقنية الجامعية مؤسسات فرعية من المدرسة المجانية.
ومثل جميع الأكاديميات، تخضع المدارس المجانية لصناديق خيرية غير ربحية موقعة اتفاقيات تمويل مع وزير التعليم.  وهنالك اتفاقيات تمويل نموذجية مختلفة للصناديق الأكاديمية الفردية والصناديق الأكاديمية المتعددة.  من الممكن للسلطة المحلية أن ترعى مدرسة مجانية بالشراكة مع منظمات أخرى، شريطة ألا تزيد نسبة تمثيلها في مجلس الأمناء عن 19.9٪.

## المتطلبات
تخضع المدارس المجانية لقانون القبول ذاته المتواجد في جميع المدارس الأخرى التي تمولها الدولة. على الرغم من أنها تخضع لقاعدة 50 ٪ حيث يجب على المدارس المجانية المكتظة ذات العقيدة الدينية تخصيص نصف أماكنها على الأقل دون النظر إلى للعقيدة. 
ومن المتوقع أن تقدم المدارس المجانية منهجًا واسعًا ومتوازنًا،  يخضع لنفس عمليات التفتيش المتواجد في غيرها من المدارس التي تتم صيانتها ومن المتوقع ايضاً أن تلتزم بمعايير الأداء القياسية.
ولإنشاء مدرسة مجانية، تقدم المجموعات المؤسّسة الطلبات إلى إدارة التعليم. وتشمل المجموعات تلك التي يديرها الآباء والجمعيات الخيرية التعليمية والجماعات الدينية. بعد ذلك يتم توفير منح البدء لتأسيس المدارس ويتم تقديم التمويل المستمر على قدر من المساواة مع المدارس الأخرى الخاضعة لسيطرة الدولة.

## وضع السياسات وتنفيذها
تم تقديم المدارس المجانية من قبل تحالف المحافظين الليبراليين الديمقراطيين بعد الانتخابات العامة لعام 2010 كجزء من مبادرة المجتمع الكبير لتمكين الآباء والمعلمين والجمعيات الخيرية والشركات من إنشاء مدارسهم الخاصة.  وتعد المدارس المجانية امتداد لبرنامج الأكاديميات القائمة.  قانون الأكاديميات لعام 2010، الذي نص على السماح لجميع المدارس الحكومية القائمة بأن تصبح أكاديميات، كما سمح بإنشاء مدارس مجانية. وقد تم افتتاح أول 24 مدرسة مجانية في خريف عام 2011.
وقد أدى قانون التعليم لعام 2011 إلى ظهور الأكاديمية / المدرسة المجانية، في حين ان الحكومة قد اوصت على أن أي سلطة محلية تحتاج إلى مدرسة جديدة يجب أن تسعى في معظم الظروف إلى تقديم مقترحات لأكاديمية أو مدرسة مجانية،  ويسمح بتواجد مدارس مثل مدرسة مجتمعية فقط إذا لم يتم اقتراح مدرسة أو أكاديمية مجانية مناسبة. وفي يوليو 2015، تم التوصية بافتراض المدرسة المجانية التي تعكس حقيقة أن حكومة المحافظين المنتخبة حديثًا اعتبرت جميع الأكاديميات الجديدة التي تم إنشاؤها بعد مايو 2015 مدارس مجانية. 

## أنواع المدارس المجانية
غالبية المدارس المجانية متشابهة في الحجم والشكل مع أنواع أخرى من الأكاديمية. ومع ذلك، فيما يلي أنواع فرعية مميزة من المدارس المجانية: 
- مدرسة استوديو * وهي مدرسة صغيرة مجانية عادة تملك حوالي 300 تلميذ، باستخدام التعلم القائم على المشاريع.[20]
- الكلية التقنية الجامعية * مدرسة مجانية للفئة العمرية 14-18 عامًا، متخصصة في الموضوعات العملية التي تركز على التوظيف، برعاية جامعة أو صاحب عمل أو كلية تعليم إضافي.[21]

## الموافقة
تنشر وزارة التعليم وتحتفظ بقائمة المدارس المجانية القائمة والمدارس المقرر إنشاؤها.
تتم معالجة الموافقات على إنشاء المدارس المجانية والإعلان عنها على دفعات، تُعرف باسم «الموجات».
الموجة 1: في خريف عام 2010، أعلن وزير التعليم مايكل جوف أن 16 اقتراحًا للمدارس المجانية قد حصلت على الضوء الأخضر من قبل الحكومة ومن المتوقع فتحها في سبتمبر 2011.
وارتفع هذا العدد في النهاية إلى 24.  كانت خمس من أصل 16 مدرسة أصلية مدارس دينية: اثنان يهوديتان، وواحدة إنجيلية إنجليكانية، وواحدة هندوسية وأخرى سيخية.
الموجة 2: في سبتمبر 2012، أعلنت وزارة التعليم عن افتتاح 55 مدرسة مجانية جديدة في ذلك الشهر.
الموجة 3: تلقت إدارة التعليم 234 طلبًا للموجة الثالثة من المدارس المجانية،  وتمت الموافقة على 102 طلب منها للتقدم إلى مرحلة ما قبل الافتتاح.  وكان من المقرر افتتاح المدارس في سبتمبر 2013.
الموجة 4: المدارس المجانية الراغبة في الافتتاح في سبتمبر 2014 قدمت مقترحات إلى إدارة التعليم في يناير 2013. وتم الإعلان في مايو 2013، أنه تمت الموافقة على 102 مدرسة.
الموجات 5,6,7: في مارس 2013، أعلنت وزارة التعليم عن جدول تقديم الطلبات للمجموعات الراغبة في فتح مدارس مجانية في عام 2015 وما بعده. تم الإعلان عن الموافقات المسبقة من الموجة 5 في يناير 2014، مع الموافقة على 11 مدرسة جديدة. بعد خمسة أشهر، تمت الموافقة مسبقًا على 38 مدرسة أخرى للموجة 6، وفي سبتمبر من نفس العام، تمت الموافقة مسبقًا على 35 مدرسة أخرى للموجة 7.
الموجة 8: في يناير 2014، أكدت وزارة التعليم أنه ستكون هناك موجة مدرسية ثامنة مجانية، مع قبول الطلبات في خريف 2014. تم الإعلان عن النتيجة في مارس 2015، عندما تم تأكيد الموافقة على 49 طلبًا مسبقًا.
الموجة 9: في يوليو 2014، تم الإعلان عن جولة تمويل أخرى للفترة التالية مباشرة للانتخابات العامة لعام 2015، مع دعوة المقترحات لتقديمها في 8 مايو 2015. وقد تضمن بيان حزب المحافظين لتلك الانتخابات اقتراحًا لما لا يقل عن 500 مدرسة مجانية أخرى. وفي 2 سبتمبر 2015، تم الإعلان عن نجاح 18 طلبًا في الوصول إلى مرحلة الموافقة المسبقة لـ Wave 9.
الموجة 10 وما بعدها: في يوليو 2015، دعت حكومة المحافظين المنتخبة مؤخرًا الموجة العاشرة من طلبات المدارس المجانية لتقديمها في أكتوبر من نفس العام. وقالوا أيضا أنه ستكون هناك موجات أخرى مع تواريخ إغلاق في مارس وسبتمبر من كل عام لبقية البرلمان. كان من المتوقع أن ينتهي البرلمان في مايو 2020، ولكن في حال تم حله في 3 مايو 2017.
وبين عامي 2010 و 2015، تمت الموافقة على افتتاح أكثر من 400 مدرسة مجانية في إنجلترا من قبل حكومة الائتلاف، والتي تمثل أكثر من 230.000 مكان مدرسي في جميع أنحاء البلاد،  واستمرت الأعداد في النمو منذ ذلك الوقت.

## الإغلاقات
تم إغلاق ست وستون مدرسة مجانية معتمدة كليًا أو جزئياً، وفشلت في فتحها بالكامل، بحلول أبريل 2018، بتكلفة تقديرية تبلغ حوالي 150 مليون جنيه إسترليني في تكاليف بدء التشغيل وتمويل رأس المال.

## نماذج مماثلة في بلدان أخرى
يعتمد مفهوم المدرسة المجانية على مدارس مماثلة موجودة في السويد،  تشيلي،  نيوزيلندا (تداخل بين مدارس شخصية خاصة ومدارس شراكة)،  كندا،  والولايات المتحدة. وقد تمت مقارنة هذا المفهوم مع المدارس المستأجرة في كندا والولايات المتحدة.

## تأهيل المعلمين
على عكس السلطات المحلية التي تحتفظ بالمدارس في إنجلترا، ولكن بشكل عام مع الأنواع الأخرى من الأكاديميات والمدارس المستقلة، يُسمح للمدارس المجانية بتوظيف مدرسين بدون وضع المعلم المؤهل (QTS). وقد صرحت حكومة الائتلاف بإن هذه الحرية تتيح «الابتكار والتنوع والمرونة»  و «الديناميكية التي تميز أفضل المدارس المستقلة». وقد أعرب حزب العمل عن معارضته لذلك وقال إنه إذا تم انتخابه فسوف يتطلب أن يكون المعلمون في الأكاديميات والمدارس المجانية «مؤهلين بشكل صحيح».

## تأثيرها
ادعى مركز أبحاث السياسة من يمين الوسط في عام 2015 أن المدارس المجانية تؤثر على أداء التلاميذ في المدارس المحيطة. وأن النتائج في المدارس منخفضة الأداء التي تقع بالقرب من مدرسة مجانية تفوق أداء المدارس المماثلة التي ليس لديها مدرسة مجانية مجاورة، وأيضًا أن المدارس المجانية أكثر احتمالًا لثماني مرات أن تكون في المناطق الأكثر حرمانًا في إنجلترا من الأقل حرمانا.

## ردود الفعل
عندما تم الإعلان عن سياسة المدرسة المجانية لأول مرة، قدم بعض المعلقين المشورة للمقترحين المحتملين ، في حين عبر آخرون عن شكوكهم في إمكانية جعل المفهوم يعمل على الإطلاق.  وادعى أنصار المدارس المجانية، مثل حزب المحافظين أنهم سيخلقون المزيد من المنافسة المحلية ومعايير زيادة السرعة".  كما شعروا أنهم سيسمحون للآباء بمزيد من الخيارات في نوع التعليم الذي يتلقاه طفلهم، تمامًا مثل الآباء الذين يرسلون أطفالهم إلى المدارس المستقلة.  ومع ذلك، جادل النقاد بأن هذه السياسة ستفيد الآباء من الطبقة المتوسطة فقط مع الوقت لإنشاء مدارس مجانية وأنهم سيحولون الأموال بعيدًا عن المدارس الحالية. وعبر أنصار المدارس المجانية إنهم سيفيدون الأطفال من جميع الخلفيات.  كان بعض الناس قلقين من أن المدارس المجانية ليست ملزمة بتغطية أجور مديريها.
وقد نُشرت مراجعة للأبحاث المتاحة حول النموذج السويدي التي ألهمت السياسة جزئيًا في ورقة أعدتها ريبيكا ألين. وخلصت إلى أن "الأدلة الاقتصادية على تأثير الإصلاحات تشير إلى أنه حتى الآن، لا يبدو أن التلاميذ السويديين يتضررون من المنافسة من المدارس الخاصة، لكن المدارس الجديدة لم تغير بعد التحصيل التعليمي في السويد. وتنبأ بيتر ويلبي، الذي يكتب في صحيفة الغارديان، بأن المدارس الخاصة ستديرها شركات خاصة بدلاً من الآباء أو المعلمين أو المجموعات التطوعية. وتم بعد ذلك إنشاء شبكة المدارس الجديدة لمساعدة المجموعات على تطوير المهارات اللازمة لإنشاء مدارس مجانية.  وأشار بول كارتر، عضو مجلس المحافظين، إلى أنه بموجب ترتيبات التمويل المعمول بها في ذلك الوقت، "كلما زاد عدد الأكاديميات والمدارس المجانية التي تديرها، بموجب ترتيبات تمويل الأكاديمية الحالية، قل عدد المدارس التي تحصل عليها [الأموال] التي تتم صيانتها". بعد ذلك، قامت وزارة التعليم بتغيير ترتيبات التمويل لجميع المدارس التي تتم صيانتها بحيث "تتلقى المدارس في ظروف مماثلة وبمدخول مماثلة مستويات تمويل مماثلة"، أياً كان نوع المدرسة.
وتم الإبلاغ عن تحذير من قبل الاتحاد الوطني للمعلمين (NUT) من أن السياسة «ستغذي الفصل الاجتماعي وتقوض الديمقراطية المحلية» في صحيفة ديلي تلغراف.  كما قال الاتحاد الوطني للمعلمين أن المدارس المجانية ليست مطلوبة ولا حاجة لها، بناءً على دراسة استقصائية أجريت على الاف من الآباء. واتهم وزير التعليم خصوم المدارس الحرة بإخضاع المؤيدين لهجمات شخصية وحتى تهديدات بالقتل. قالت وزارة التعليم أن المدارس المجانية تحظى بشعبية بين الآباء. وأظهرت الأرقام التي تم إصدارها في عام 2013 أن 90٪ من المدارس المجانية اكتظت بالاشتراك الزائد بمتوسط ثلاثة تلاميذ يتنافسون على كل مكان. وأشار النقاد إلى أن أكثر من نصف المدارس المجانية التي تم افتتاحها في عام 2012 افتتحت بنسبة 60٪ أو أقل من أعداد الطلاب التي تنبأت بها وثائق تقييم الأثر لكل مؤسسة، تاركًا أكثر من 10٪ من الأماكن الاحتياطية.
وقد وجد التحليل الذي أجرته الجمعية الإنسانية البريطانية في عام 2013 أن غالبية التطبيقات المدرسية المجانية كانت من مجموعات دينية. وقالت خدمة التعليم الكاثوليكية إنها لن تفتح مدارس مجانية لأن قواعد قبولهم ستسمح لهم فقط بحجز 50٪ من الأماكن للأطفال من العائلات الكاثوليكية، على عكس المدارس الطوعية التي يمكنها اختيار ما يصل إلى 100٪ من الأماكن باستخدام معايير الإيمان. وقد صرح وزير التعليم مايكل جوف في عام 2011 أنه استبعد أن تكون الجماعات الأصولية الدينية قادرة على إنشاء مدارس مجانية.
في أبريل 2014، وبعد ما تم نشر وثيقة مسربة بعنوان «نظام أكاديمية المستقبل» تم إعدادها لوزير المدارس اللورد ناش، ادعى النقاد أن المدارس المجانية الفاشلة تم منحها اهتمامًا سريعًا خاصًا من قبل الحكومة للحد من الإحراج المحتمل لمايكل جوف، وزير التعليم في الموعد. وذكرت الوثيقة المسربة أن «التداعيات السياسية لأي مدارس مجانية أخرى تعتبر غير ملائمة عالية للغاية والتدخل السريع أمر ضروري».
في حين قد أظهر الاستطلاع الذي أجري في أبريل 2015 الدعم الشعبي لمقترحات المحافظين لزيادة عدد المدارس المجانية بنسبة 500 على الأقل بنسبة 26٪.  واقترح البيان الانتخابي لحزب العمل لعام 2015 حظر إنشاء مدارس مجانية في المناطق التي يوجد بها فائض من الأماكن.
وُصف مفهوم المدرسة المجانية بأنه هاجس حكومي يجب التخلي عنه كتجربة فاشلة؛ وقال الأمين العام المشترك لاتحاد التعليم الوطني (NEU) «يجب على الحكومة أن تخجل من هذا الهدر الضخم لأموال دافعي الضرائب في وقت تعاني فيه المدارس من نقص شديد في التمويل».

## أنواع المدارس المجانية
- الاكاديمية (المدرسة الإنجليزية)
- مدرسة ستوديو
- الكلية التقنية الجامعية

## روابط خارجية
- مدارس مجانية على موقع وزارة التربية والتعليم
- النموذج السويدي للمدارس المجانية ، بي بي سي نيوز، 20 نوفمبر 2007